# 닛신식품

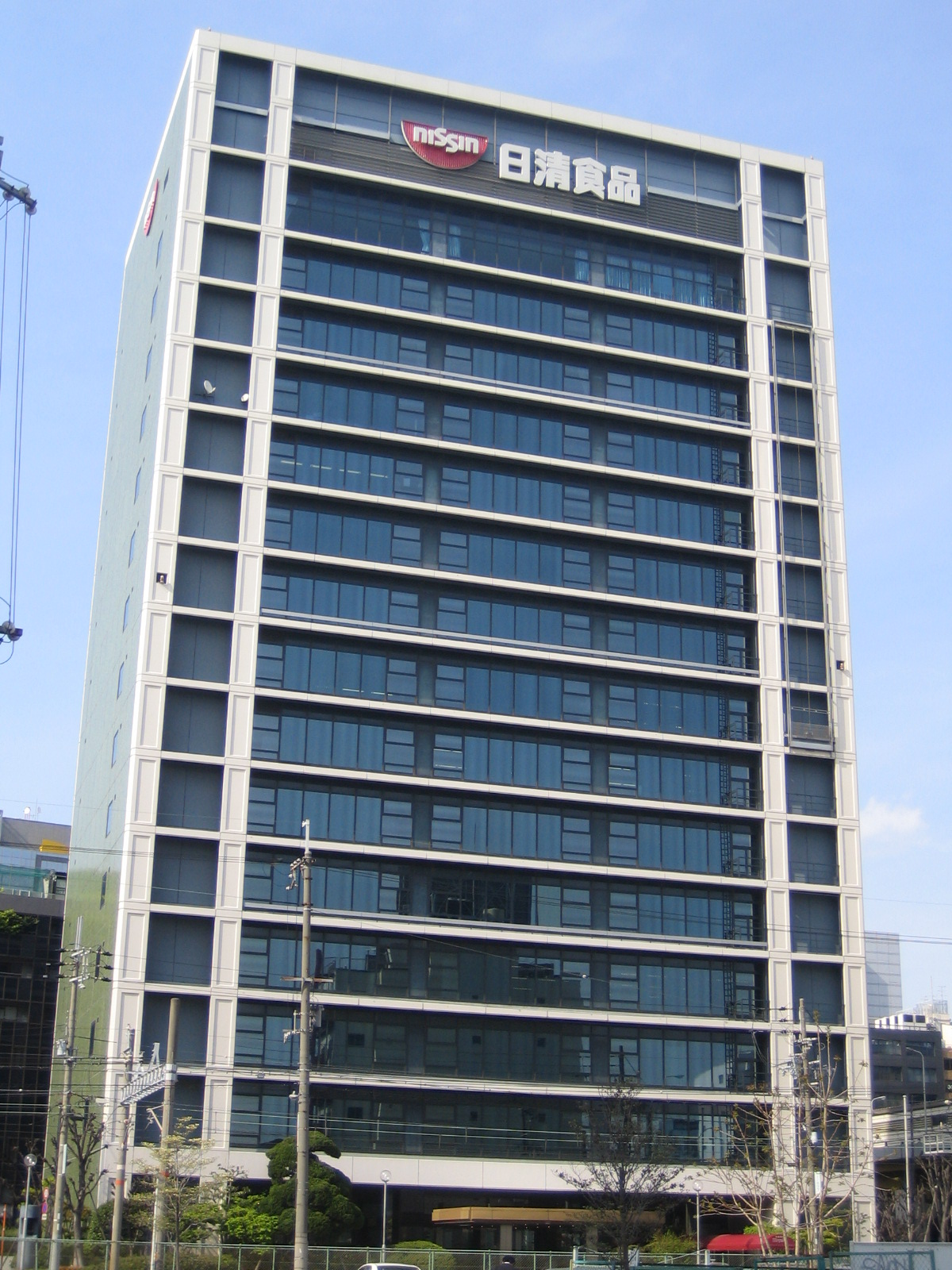
닛신 식품의 오사카 본사

닛신식품(일본어: 日清食品, にっしんしょくひん 닛신쇼쿠힌[*], 일청식품, 문화어: 닛싱식품)은 1948년 대만계 일본인 안도 모모후쿠가 설립한 일본 굴지의 식품 기업이다. 세계 최초의 인스턴트 라면 (1958년)과 세계 최초의 컵라면 (1971년)을 개발한 선두 업체로 알려져 있다. 본사는 오사카시 요도가와구에 위치해 있으며, 지금의 본사는 1977년에 자리잡았다.
창립 당시 회사명은 산시쇼쿠산 (中交総社)이었고 1958년 닛신식품 주식회사(日清食品株式会社)로 바꾸면서 이어져 왔으나, 2008년 10월 1일에 닛신식품 홀딩스(日清食品ホールディングス)로 전환후 별도로 자회사인 닛신식품 주식회사(日清食品株式会社)를 설립하였다. 회사명의 의미는 "매일 맑고 풍부한 맛을 만든다(日々清らかに豊かな味をつくる)"는 창립자 안도 모모후쿠의 말에서 유래하였다.

## 연혁
- 1948년 9월 4일: 오사카부 이즈미오쓰시에 中交総社(산시쇼쿠산) 설립.
- 1958년 8월 25일: 세계 최초의 인스턴트 라면인 "치킨 라멘" 개발.
- 1958년 12월: 닛신 식품(日清食品)으로 개명, 본사를 오사카시 히가시 구 (현 주오구)로 이전.
- 1968년 2월: 인스터트 라면 "데마에잇초(出前一丁)" 개발.
- 1971년 9월: 세계 최초의 컵라면인 "컵누들" 개발.
- 1988년 3월: 도쿄지사를 "도쿄본사"(東京本社)로 개칭.
- 1998년 4월 21일: 공식 웹사이트 개설.[3]
- 2005년 7월: 세계 최초의 우주식 라면인 "SPACE RAM"이 디스커버리 우주왕복선에 제공.
- 2006년 11월: 묘조 식품과의 경영 통합.
- 2006년 12월 21일: 묘조 식품이 닛신 식품의 완전한 자회사로 전환.
- 2008년 10월 1일: 사명을 "닛신식품홀딩스주식회사(日清食品ホールディングス株式会社)"로 전환하고 별도의 자회사인 닛신식품 주식회사(日清食品株式会社)를 설립.

## 주요 제품

### 봉지면류
- 치킨 라면(チキンラーメン)
- 데마에잇초(出前一丁)
- 닛신 야키소바(日清焼そば)
- 닛신 라오(日清ラ王)

### 용기면류
- 컵누들(カップヌードル)
- 치킨 라면 돈부리(チキンラーメンどんぶり)
- 닛신 면의 달인(日清 麺の達人)
- 닛신 면직인(日清麺職人)
- 닛신 돈베에(日清のどん兵衛)
- 닛신 코돈(日清のこうどん)
- 닛신 라오(日清ラ王)
- 닛신 야키소바 U.F.O. (日清焼そばU.F.O.)
- 닛신 줄서는 가게의 라면 (日清 行列のできる店のラーメン)

## 같이 보기
- 안도 모모후쿠
- 빙그레 → 1984년 대한민국의 빙그레라면 생산기술 제휴